# Wrangel
För fartygen, se HMS Wrangel.
Wrangel är en baltisk uradlig adelsätt av balttyskt ursprung,  som sannolikt inkommit till Livland med Svärdsriddarorden eller Tyska orden vitt förgrenad i Sverige, Finland, Baltikum, Tyskland och Ryssland. Äldste kände stamfader är riddaren Eilardus (död 1241) som var ägare till Warangalæ (nuvarande Wrangelshof i Wierland i Estland). Den förste att använda namnet var Hinricus Wrangelae (död 1279) som var riddare och vasall under biskopen av Riga. Ätten har liknande heraldiskt vapen och gemensamt ursprung med ätterna Engdes (von Engdes) och Löwenvolde.
Vapen: en silversköld vari en tinnskuren mur i fyra varv, det översta varvet med två skotthålsöppningar. 

## Historia
Släkten Wrangel, som efter sitt första framträdande i Estland i senare hälften av 13:e århundradet därifrån spritt sig till Sverige, Ryssland, Tyskland, Österrike och Holland, har sannolikt inkommit till det gamla »Livland» med svärdsriddarorden eller med tyska orden. Den har utan tvivel gemensamt ursprung med de därstädes samtidigt boende ätterna Levenwolde och von Engdes. Samtliga föra samma stamvapen, en tretinnad bjälke (mur). Namnet är härlett av dess äldsta godsbesittning i det nya hemlandet, Uwarangele, på estniska Warango (nu Wrangelshof), i det dåvarande danska Wierland, Estland. Urkundligt framträder släkten första gången 1279 med riddaren Hinricus de Wrangele, ärkebiskopens av Riga vasall, vilken stupade vid Ascheraden 1279. Under de två sista årtiondena av 1200-talet och förra hälften av 1300-talet förekomma i urkunderna flera riddare och lantråd i Estland, vilka skrevo sig de Vranggele, Wranghele, Wrangel, och vilka på grund av det gemensamma vapnet och deras huvudsakligast till socknarna Haljall och Maholm i Wierland koncentrerade godsinnehav med nödvändighet måste hava tillhört släkten

## Sverige
Släkten kom till Sverige med Thidericus (Tile) Wrangele. Den adliga ätten som endast bär namnet Wrangel, fortlever i Sverige. Ätten naturaliserades 1772 och introducerades 1776 med nummer 2092. Det har även funnits en grevlig ätt med detta namn (utgrenad ur ätten Wrangel af Sauss 1778, introducerad 1779 med nummer 99), vilken har utslocknat i Sverige men är fortlevande i Tyskland. För övriga svenska adelsätter med namnet Wrangel jämte olika tillägg, se lista nedan.

## Grenar
- Wrangel af Adinal till Andja herrgård, Wierland, Estland
- Wrangel af Ellistfer till Elistvere herrgård, Livland
- Wrangel af Fall till Keila-Joa herrgård, Harrien, Estland
- Wrangel af Lindeberg
- Wrangel af Ludenhof till Lugaži herrgård, Valka län, Livland
- Wrangel af Maidel till Maidla herrgård, Wierland, Estland
- Wrangel af Sage och Waschel till Vasta herrgård, Wierland, Estland
- Wrangel af Salmis till Grevskap Salmis och Suistamo pogoster (socknar) i Kexholms norra län
- Wrangel af Sauss till Sauste herrgård, Wierland, Estland
- Wrangel von Brehmer

## Bildgallerier

### Personer

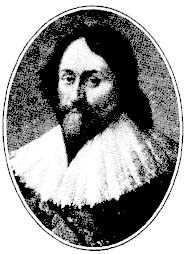
Herman Wrangel
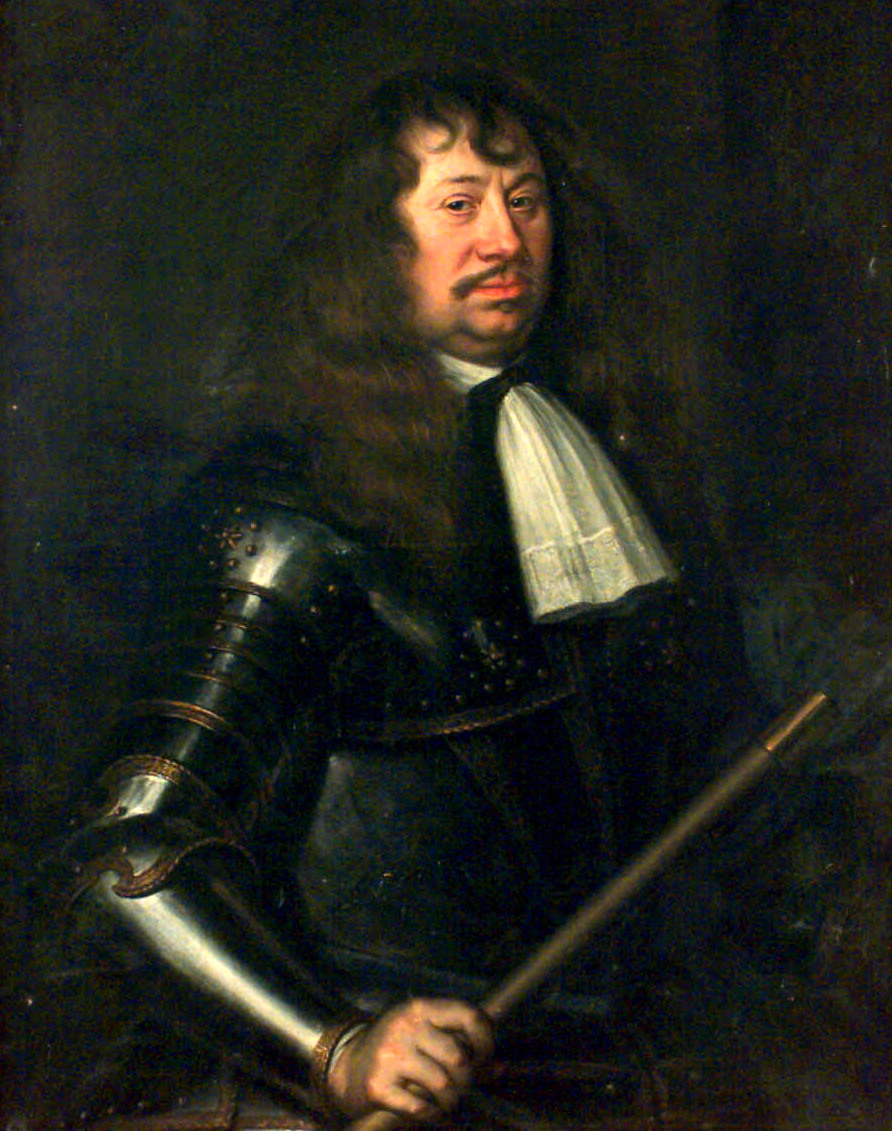
Carl Gustaf Wrangel
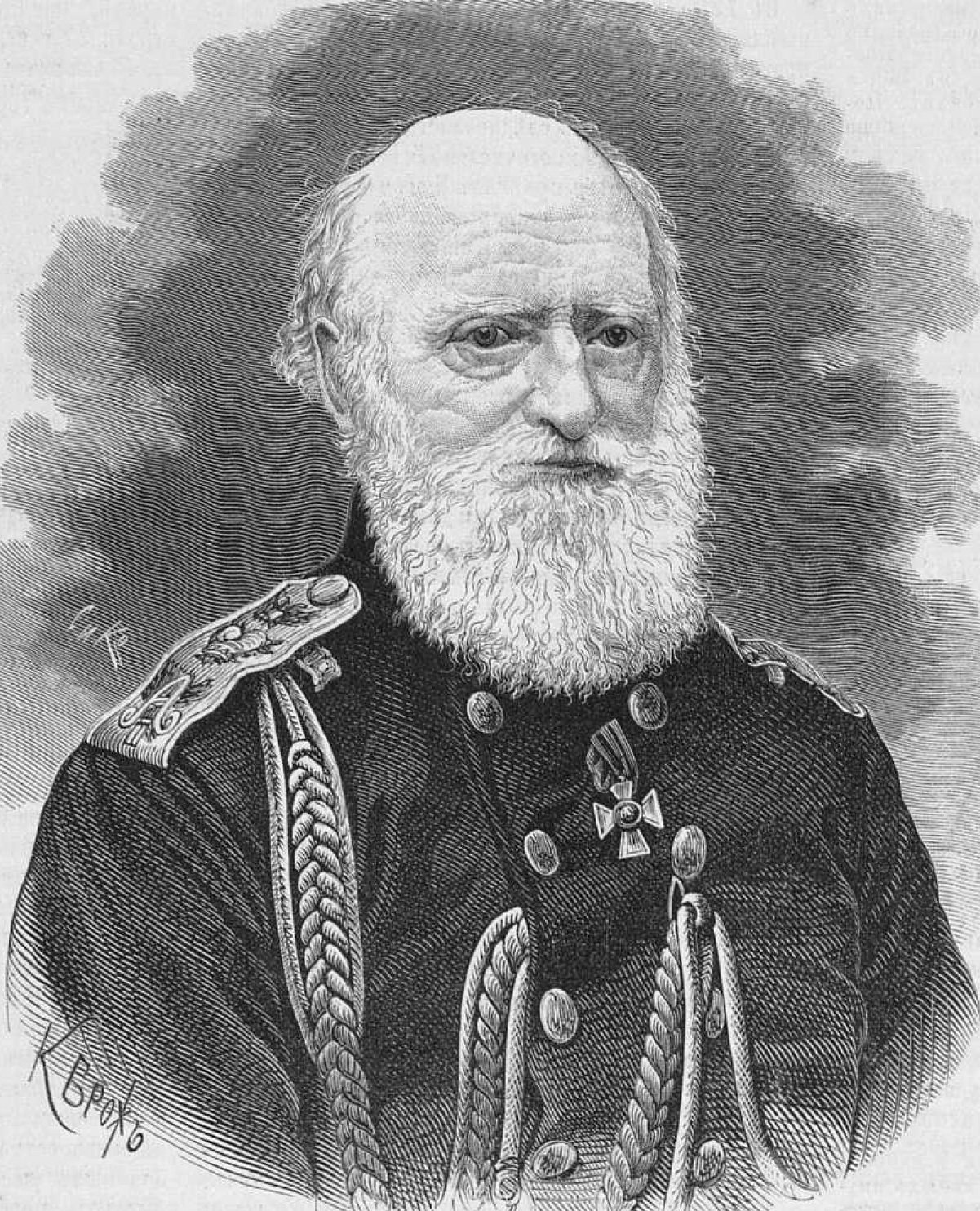
Ferdinand von Wrangel

### Heraldiska vapen

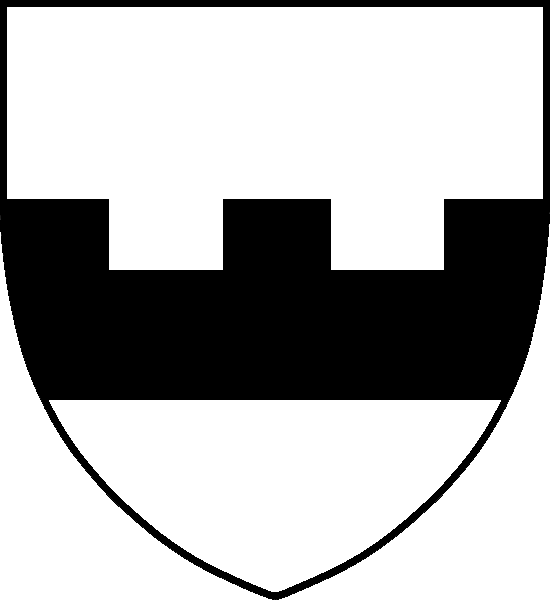
Adliga ätten Wrangel af Fall nr 1859
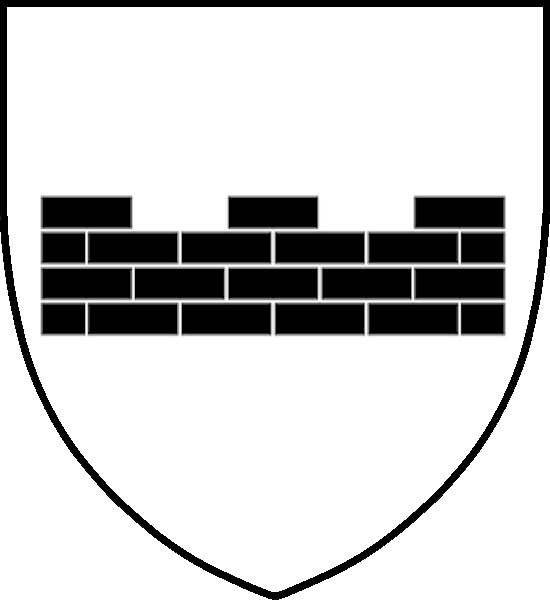
Adliga ätten Wrangel nr 2092
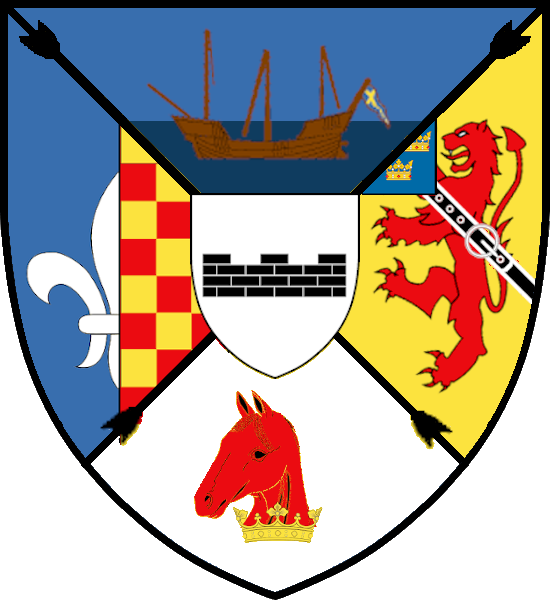
Friherrliga ätten Wrangel af Sauss nr 219
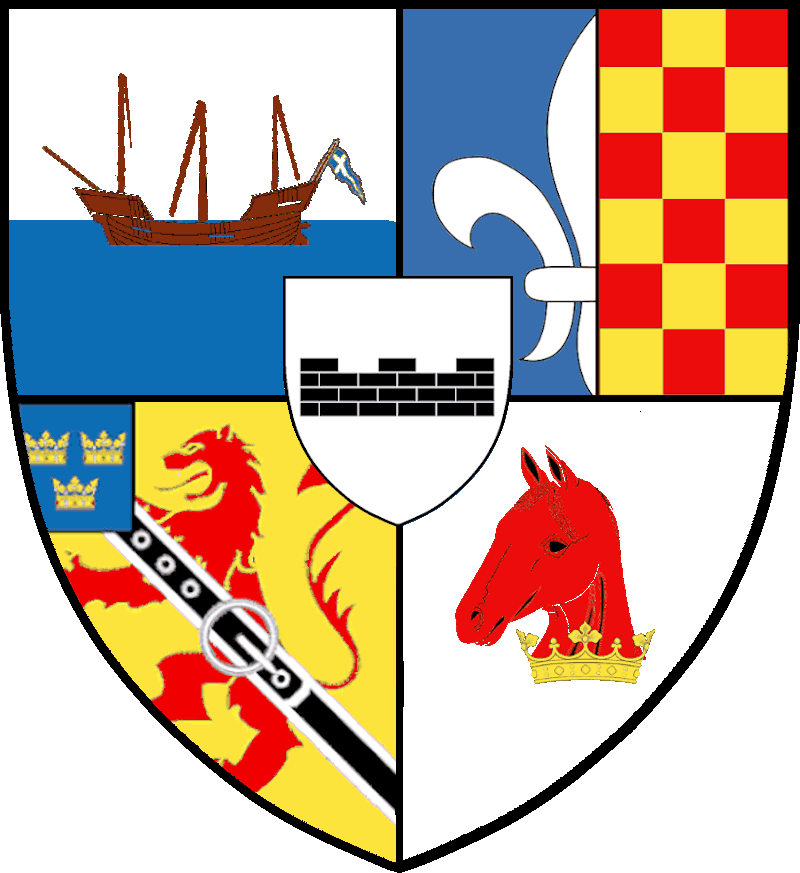
Grevliga ätten Wrangel af Sauss nr 219
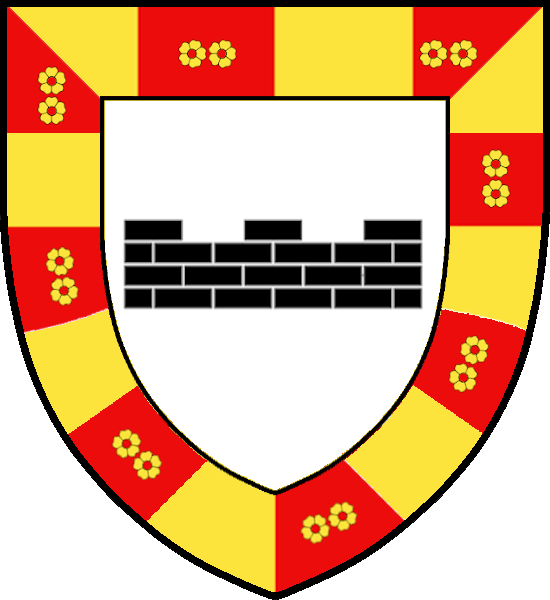
Friherrliga ätten Wrangel af Sauss nr 279
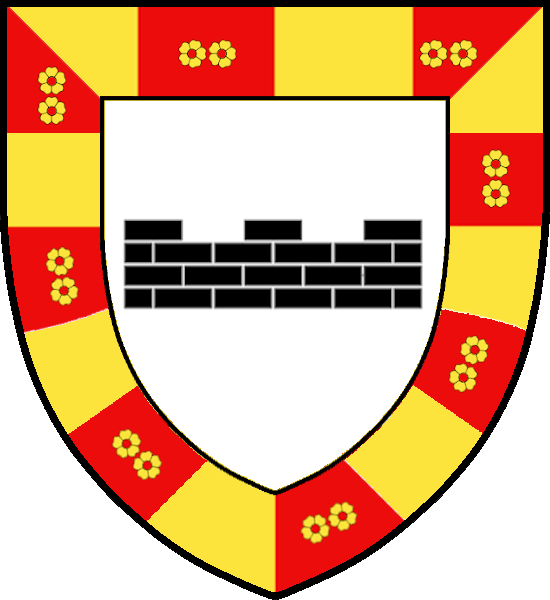
Grevliga ätten Wrangel nr 99